# Labium ferrugineum
Labium ferrugineum är en stekelart som beskrevs av Cameron 1901. Labium ferrugineum ingår i släktet Labium och familjen brokparasitsteklar. Inga underarter finns listade i Catalogue of Life.